# Kathleen Detoro
Kathleen Detoro (* Juli 1958) ist eine US-amerikanische Kostümbildnerin.

## Leben und Wirken
Kathleen Detoro erhielt Ende der 1970er, Anfang der 1980er Jahre ihre künstlerische Ausbildung am New Yorker Pratt Institute. Weiterführende Studien führten sie an das Costume Institute des Metropolitan Museum of Art, ebenfalls in der Stadt am Hudson. Anschließend begann Detoro als Modeschöpferin zu arbeiten. Seit 1987 fand sie Beschäftigung beim Film und erhielt bei dem Spielfilm „Zelly and Me“ ihren ersten Auftrag als Kostümbildnerin. Dort durfte sie u. a. Isabella Rossellini einkleiden. 
Bis Ende der 1990er Jahre fand Kathleen Detoro vor allem Beschäftigung beim Kinofilm, seit der Jahrtausendwende wird sie primär für Fernsehserien herangezogen. Dort war sie an der optischen Gestaltung der Kleider zu Publikum- wie Kritikerhits wie Ally McBeal und Breaking Bad beschäftigt.

## Filmografie
- 1987: Zelly and Me
- 1988: Rooftops – Dächer des Todes (Rooftops)
- 1989: Bloody Stones
- 1990: Entstellt – Die Geschichte der Marla Hansen (The Marla Hanson Story)
- 1991: Martyrium einer Mutter (My Son Johnny)
- 1992: Battling for Baby
- 1993: Star
- 1993: Message From Nam
- 1994: Wird Annie leben? (A Place for Annie)
- 1994: The Boys Are Back (Fernsehserie)
- 1995: Herkunft unbekannt (Donor Unknown)
- 1995: Venus Rising
- 1997: Scream 2
- 1998: Hard Rain
- 1998: Liebe per Express (Overnight Delivery)
- 1999: Aus Liebe zu meiner Tochter (My Last Love)
- 1999: Sechs unter einem Dach (Get Real)
- 2000: The Darkling
- 2000: Ally McBeal (Fernsehserie)
- 2002: Feuerteufel – Die Rückkehr (Firestarter 2: Rekindled)
- 2003: Legally Blonde
- 2003: Skin (Fernsehserie)
- 2004: Commando Nanny (Fernsehserie)
- 2005: Nemesis – Der Angriff (Threshold, Fernsehserie)
- 2006: Justice – Nicht schuldig (Justice, Fernsehserie)
- 2008: The Cleaner (Fernsehserie)
- 2008: Animals
- 2008–2011: Breaking Bad (Fernsehserie)
- 2009: Masterwork
- 2011: Grimm (Fernsehserie)
- 2012: Vegas (Fernsehserie)
- 2014: The Guest
- 2014: Autodiebe (Chop Shop)
- 2015: Blood & Oil (Fernsehserie)
- 2015: Cocked